# Rhaphidostegium demissum
Rhaphidostegium demissum là một loài rêu trong họ Sematophyllaceae. Loài này được (Wilson) De Not. mô tả khoa học đầu tiên năm 1867.